# سنجاب پرنده گونه‌خاکستری
سنجاب پرنده گونه‌خاکستری (نام علمی: Hylopetes lepidus) نام یک گونه از سرده جنگل‌پر است.